# 荷蘭獨立郵政與電信管理局
荷蘭獨立郵政與電信管理局（Onafhankelijke Post en Telecommunicatie Autoriteit, OPTA）是荷蘭政府的獨立機構，目的是來處理、執行荷蘭的電信、郵政、有線電視服務的法律，其功能類似於美國的「聯邦通訊委員會」。
該局於1997年成立的理由，是來確保新的荷蘭電話與其他電信服務的開放市場之競爭而來。
早期荷蘭皇家郵政、電報、電信公司（Koninklijke PTT Nederland, KPN）獨占荷蘭電信市場，但是在解除管制之後，其他公司也能進入市場，為了避免KPN運用其力量來排擠其他公司進入市場，OPTA遂即成立。
荷蘭的光纖有線電視在荷蘭的家戶比高達95%，是全世界密度最高的國家。OPTA也是有線電視的權責機關，並且也是有線電視市場中如遇紛爭的調停機構。

## 外部連結
- OPTA網站 （页面存档备份，存于）